# 四川省人民政府
四川省人民政府，是中华人民共和国四川省的省级国家行政机关。

## 沿革
1949年12月，西南战役结束，中國共產黨夺取四川全省。1950年1月起，四川全境分别成立川东、川南、川西及川北行政公署。1952年8月7日，中央人民政府委员会第十七次会议决定撤销上述4个行政公署，合并成立四川省人民政府。1955年1月，改称四川省人民委员会。同年7月，西康省并入。1967年被夺权。1968年5月，成立四川省革命委员会。1979年12月，四川省革命委员会撤销，复设四川省人民政府。

## 职权
根据《中华人民共和国地方各级人民代表大会和地方各级人民政府组织法》第七十三条，县级以上的地方各级人民政府行使下列职权：
1. 执行本级人民代表大会及其常务委员会的决议，以及上级国家行政机关的决定和命令，规定行政措施，发布决定和命令；
2. 领导所属各工作部门和下级人民政府的工作；
3. 改变或者撤销所属各工作部门的不适当的命令、指示和下级人民政府的不适当的决定、命令；
4. 依照法律的规定任免、培训、考核和奖惩国家行政机关工作人员；
5. 编制和执行国民经济和社会发展规划纲要、计划和预算，管理本行政区域内的经济、教育、科学、文化、卫生、体育、城乡建设等事业和生态环境保护、自然资源、财政、民政、社会保障、公安、民族事务、司法行政、人口与计划生育等行政工作；
6. 保护社会主义的全民所有的财产和劳动群众集体所有的财产，保护公民私人所有的合法财产，维护社会秩序，保障公民的人身权利、民主权利和其他权利；
7. 履行国有资产管理职责；
8. 保护各种经济组织的合法权益；
9. 铸牢中华民族共同体意识，促进各民族广泛交往交流交融，保障少数民族的合法权利和利益，保障少数民族保持或者改革自己的风俗习惯的自由，帮助本行政区域内的民族自治地方依照宪法和法律实行区域自治，帮助各少数民族发展政治、经济和文化的建设事业；
10. 保障宪法和法律赋予妇女的男女平等、同工同酬和婚姻自由等各项权利；
11. 办理上级国家行政机关交办的其他事项。

## 机构设置
根据《四川省机构改革方案》，除四川省人民政府办公厅外，四川省人民政府设置组成部门23个，直属特设机构1个，直属机构8个，部门管理机构（副厅级）10个。
四川省人民政府设置下列机构：
- 四川省人民政府办公厅

### 组成部门
- 四川省发展和改革委员会
- 四川省经济和信息化厅
- 四川省教育厅
- 四川省科学技术厅
- 四川省民族宗教事务委员会
- 四川省公安厅
- 四川省民政厅
- 四川省司法厅
- 四川省财政厅
- 四川省人力资源和社会保障厅
- 四川省自然资源厅
- 四川省生态环境厅
- 四川省住房和城乡建设厅
- 四川省交通运输厅
- 四川省水利厅
- 四川省农业农村厅
- 四川省商务厅
- 四川省文化和旅游厅
- 四川省卫生健康委员会
- 四川省退役军人事务厅
- 四川省应急管理厅
- 四川省审计厅

（办公厅挂省政府研究室、省政府参事室牌子；科学技术厅挂外国专家局牌子；生态环境厅挂核安全管理局牌子；应急管理厅挂安全生产委员会办公室牌子；外事办公室与省委外事工作委员会办公室合署办公，挂港澳事务办公室牌子。）

### 直属特设机构
- 四川省人民政府国有资产监督管理委员会

### 直属机构
- 四川省市场监督管理局
- 四川省体育局
- 四川省统计局
- 四川省机关事务管理局
- 四川省信访局
- 四川省人民政府国防动员办公室
- 四川省经济合作局
- 四川省林业和草原局
- 四川省广播电视局
- 四川省医疗保障局
- 四川省乡村振兴局

（市场监督管理局挂知识产权局、食品安全委员会办公室牌子；人民政府国防动员办公室挂人民防空办公室牌子；林业和草原局挂大熊猫国家公园四川省管理局牌子。）

### 直属事业单位
- 四川省地质矿产勘查开发局
- 四川省地方志办
- 四川省农业科学院
- 四川省社会科学院
- 中国测试技术研究院
- 四川省档案局
- 四川省畜牧食品局
- 四川省知识产权局
- 四川省招商引资局
- 四川省公共资源交易服务中心
- 四川省知识产权服务中心
- 四川省专用通信局
- 四川省人民政府文史研究馆

### 部门管理机构
- 四川省政府政务服务和公共资源交易服务中心。
- 四川省大数据中心。
- 四川省粮食和物资储备局，由省发展改革委管理。
- 四川省监狱管理局（英语：Sichuan Province Prison Administrative Bureau），由省司法厅管理。
- 四川省戒毒管理局，由省司法厅管理。
- 四川省文物局，由省文化和旅游厅管理。
- 四川省中医药管理局，由省卫生健康委管理。
- 四川省药品监督管理局，由省市场监管局管理。
- 四川省能源局，由省发展改革委管理。

### 派出机构
- 四川天府新区管理委员会
- 四川省人民政府科学城办事处
- 四川省卧龙国家级自然保护区管理机构（正处级，林草局代管）
- 四川省人民政府驻北京办事处
- 四川省人民政府驻天津办事处
- 四川省人民政府驻上海办事处
- 四川省人民政府驻重庆办事处
- 四川省人民政府驻沈阳办事处
- 四川省人民政府驻杭州办事处
- 四川省人民政府驻厦门办事处
- 四川省人民政府驻武汉办事处
- 四川省人民政府驻广州办事处
- 四川省人民政府驻昆明办事处
- 四川省人民政府驻乌鲁木齐办事处

（中共四川天府新区工作委员会与四川天府新区管理委员会合署办公。四川省卧龙国家级自然保护区管理机构与国家林业和草原局四川卧龙国家级自然保护区管理局一个机构两块牌子，与四川省汶川卧龙自然保护区管理局合署办公。中国工程物理研究院公共事务管理部与四川省人民政府科学城办事处，一个机构两块牌子。省政府驻厦门办事处加挂省政府台湾经济事务处牌子，省政府驻广州办事处对外可使用省政府驻深圳办事处牌子。）

## 主要领导

### 省长
……
- 肖秧（1993年2月－1996年2月）
- 宋宝瑞（1996年2月－1999年6月）
- 张中伟（1999年6月－2007年1月）
- 蒋巨峰（2007年1月－2013年1月）
- 魏宏（2013年1月－2016年1月）
- 尹力（2016年1月－2020年12月）
- 黄强（2020年12月－2024年7月）
- 施小琳（女，2024年7月－ ）

### 常务副省长
……
- 杨崇汇（1999年12月 - 2001年7月）
- 蒋巨峰（2002年4月 - 2007年1月）
- 魏宏（2007年5月 - 2013年1月）
- 锺勉（2013年1月 - 2015年4月）
- 王宁（2015年4月 - 2020年1月）
- 罗文（2020年3月 - 2022年5月）
- 李云泽（2022年5月 - 2023年5月）
- 董卫民（2023年8月 - ）

### 副省长
……
- 杨兴平（2016年1月－）
- 朱鹤新（2016年6月－2018年9月）
- 杨洪波（2016年6月－2021年2月）
- 彭宇行（2017年9月－2019年5月）
- 尧斯丹（2017年9月－2022年7月）
- 叶寒冰（2018年1月－2025年5月）
- 王一宏（2018年1月－2020年1月）
- 王凤朝（2019年9月－2020年8月）
- 曹立军（2020年7月－2022年3月）
- 罗强（2020年8月－2023年1月）
- 李刚（2020年8月－2021年7月）
- 陈炜（2021年3月－2022年6月）
- 田庆盈（2022年7月－）
- 胡云（2022年7月－）
- 郑备（2023年1月－2024年5月）
- 段毅君（2023年1月－2023年7月）
- 普布顿珠（2023年10月－2025年1月）
- 左永祥（2023年10月－2025年7月）
- 李文清（2024年7月－2025年7月）
- 徐芝文（2025年5月－）
- 黄瑞雪（2025年7月－）
- 陈书平（2025年7月－）

### 秘书长
……
- 唐利民（2016年9月－2019年3月）
- 张剡（2019年3月－2021年3月）
- 胡云（2021年3月－2022年9月）
- 曾卿（2022年9月－2025年2月）
- 陈书平（2025年3月－）